# Silsesquioxane

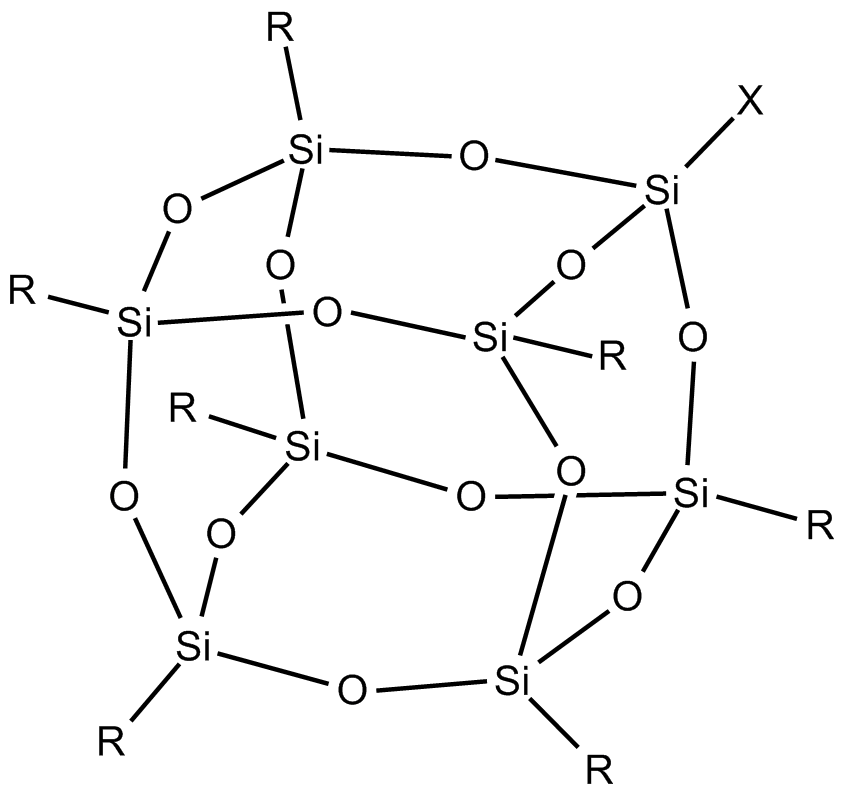
Structure en cage des silsesquioxanes

Un silsesquioxane est un composé organosilicié.

## Description
Les silsesquioxanes possèdent la formule chimique empirique RSiO3/2 où Si est l'élément silicium, O est l'oxygène et R est soit l'hydrogène soit un groupe alcane, alcène, aryle ou arylène. Ces matériaux sont utilisés comme supports pour les catalyseurs et plus récemment sur les matériaux sensibles au pH. Les silsesquioxanes peuvent avoir une structure semblable à une cage, comme sur l'image ci-contre, le plus souvent un cube, un prisme hexagonal ou un prisme octogonal,, ou encore un prisme décagonal ou dodécagonal.

## Synthèse

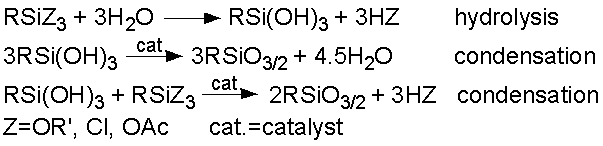
Forme générique de la réaction pour la synthèse du silsesquioxane.